# Port Ellen
Port Ellen (em gaélico escocês: Port Ìlein) é uma pequena cidade na ilha de Islay, em Argyll, na Escócia. A cidade recebeu o nome da esposa de seu fundador, Walter Frederick Campbell. Seu nome anterior, Leòdamas, é derivado do nórdico antigo e significa "Porto de Leòd".
Port Ellen foi construída ao redor da Baía de Leodamais, o principal porto de águas profundas de Islay. É a maior cidade da ilha, e fornece a principal conexão de balsa entre Islay e restante do país. A Destilaria Port Ellen foi fundada na década de 1820 e encerrou a produção de uísque escocês em 1983, até reabrir em 2024. A grande maltaria continua a produzir para a maioria das destilarias em Islay.

## História
A área ao redor de Port Ellen tem uma variedade de sítios arqueológicos que abrangem os períodos Neolítico, Idade do Bronze e Idade do Ferro. Existem pedras em pé em Kilbride, um forte em Borraichill Mor, vários marcos com câmaras e uma capela em Cill Tobar Lasrach. Perto estão as ruínas do Castelo Dunyvaig do século XIV, outrora uma fortaleza dos Lordes MacDonald das Ilhas.
A cidade atual foi planejada por Walter Frederick Campbell e fundada em 1821, originalmente com a intenção de apoiar a indústria do arenque.

## Pessoas notáveis
George Robertson, Barão Robertson de Port Ellen, político trabalhista e ex-secretário-geral da OTAN, nasceu em Port Ellen.